# I. e. 116
Évszázadok: i. e. 3. század – i. e. 2. század – i. e. 1. század
Évtizedek: i. e. 160-as évek – i. e. 150-es évek – i. e. 140-es évek – i. e. 130-as évek – i. e. 120-as évek – i. e. 110-es évek – i. e. 100-as évek – i. e. 90-es évek – i. e. 80-as évek – i. e. 70-es évek – i. e. 60-as évek
Évek: i. e. 121 – i. e. 120 – i. e. 119 – i. e. 118 –  i. e. 117 – i. e. 116 – i. e. 115 – i. e. 114 – i. e. 113 – i. e. 112 – i. e. 111

## Események

### Róma
- Quintus Fabius Maximus Eburnust és Caius Licinius Getát választják consulnak.
- Numidia két társuralkodója, Jugurtha és Adherbal a római szenátustól kér támogatást a trónviszályukban. Jugurtha lefizeti a szenátorokat, akik úgy döntenek hogy ő kapja az ország gazdagabb nyugati felét és legatusokat küldenek a határ megállapítására.

### Hellenisztikus birodalmak
- Meghal VIII. Ptolemaiosz egyiptomi fáraó. Ifjabbik felesége (unokahúga), III. Kleopátra, két fiuk közül a fiatalabbikat, X. Ptolemaioszt választja uralkodótársul. Alexandria népe azonban fellázad és követelik az idősebbik fiú, IX. Ptolemaiosz (akit előző évben Ciprusra küldtek) utódlását. III. Kleopátra, IX. Ptolemaiosz és II. Kleopátra (III. Kleopátra anyja, aki ekkor már 70 éves volt és hamarosan meg is halt) egy rövid ideig együtt uralkodnak; X. Ptolemaiosz megkapja Ciprus kormányzói székét.
- VIII. Ptolemaiosz korábbi feleségétől született fia, Ptolemaiosz Apión megkapja Kürenaikát.
- VIII. Antiokhosz Grüposz szeleukida király féltestvére (anyjuk, Kleopátra Thea volt közös, míg az előbbi apja II. Démétriosz, utóbbié VII. Antiokhosz volt), IX. Antiokhosz Küzikénosz visszatér a Boszporusz mellékéről Szíriába és bejelenti igényét a trónra. Elkezdődik a belháború.
- Meghal VI. Ariarathész kappadókiai király. Utóda fia, VII. Ariarathész.

## Születések
- Marcus Terentius Varro, római költő, író

## Halálozások
- VIII. Ptolemaiosz Euergetész Trüphón, egyiptomi fáraó
- II. Kleopátra, egyiptomi királynő
- VI. Ariarathész, kappadókiai király

## Fordítás
- Ez a szócikk részben vagy egészben  a(z)   116 av. J.-C. című francia Wikipédia-szócikk ezen változatának fordításán alapul.  Az eredeti cikk szerkesztőit annak laptörténete sorolja fel. Ez a jelzés csupán a megfogalmazás eredetét és a szerzői jogokat jelzi, nem szolgál a cikkben szereplő információk forrásmegjelöléseként.